# Ramo Grande
Ramo Grande es una raza bovina autóctona de Portugal, típica de la Isla Terceira (Azores).
- Datos: Q3418510
- Multimedia: Ramo grande / Q3418510